# Улица Маршала Чуйкова (Москва)
Улица Ма́ршала Чуйко́ва расположена в Юго-Восточном административном округе города Москвы на территории района Кузьминки.
Нумерация домов ведётся от Волгоградского проспекта.

## История
До 1982 года — часть Жигулёвской улицы. В 1982 году была переименована в честь Василия Ивановича Чуйкова (1900—1982), маршала Советского Союза, дважды Героя Советского Союза.

## Расположение
Улица Маршала Чуйкова начинается от Волгоградского проспекта и идёт на юго-юго-запад. По ходу движения пересекает улицу Юных Ленинцев. В районе дома 13, корпус 1, улица меняет направление на юго-западное, с севера к ней примыкает дублёр Волжского бульвара. В том месте, где улица Маршала Чуйкова пересекает Волжский бульвар, она заканчивается, переходя в улицу Шкулёва.

## Примечательные здания и сооружения

### по нечётной стороне
- Дом 1 — «Юниаструм банк», банкомат, «Крошка Картошка».
- Дом 3 — Торговый комплекс «Кузьминки».
- Дом 7, корпус 2 — «Сбербанк России», банкомат; «Столичный Торговый банк»; «Социальные аптеки».
- Дом 9, корпус 5 — детский сад № 410 для детей с туберкулёзной интоксикацией.
- Дом 11, корпус 3 — Инженерная служба (ГУ ИС), диспетчерская района Кузьминки.
- Дом 11, корпус 4 — Детский сад № 346.

### по чётной стороне
- Дом 2 — обмен валют «Инвестиционный союз», салон сотовой связи «МегаФон»
- Дом 6, корпус 1 — детский сад № 205
- Дом 14 — почтовое отделение № 462-109462.
- Дом 24 — наркологический диспансер № 6 ЮВАО
- Дом 26 — Кадетский корпус Следственного комитета Российской Федерации им. А. Невского
- Дом 28 — Московское президентское кадетское училище

## Транспорт

### Автобус
- 658: Цимлянская улица — станция метро «Люблино» — станция метро Волжская» — станция метро «Кузьминки» (следует по всей улице).
- т74: Марьино — станция метро «Волжская» — станция метро «Кузьминки» (следует по всей улице).

### Метро
- Станция метро  «Кузьминки» Таганско-Краснопресненской линии — в самом начале улицы, на пересечении её с Волгоградским проспектом.
- Станция метро «Волжская» Люблинско-Дмитровской линии — в 400 м на юг от пересечения улицы с Волжским бульваром.